# Jardim de Luís de Camões
Artykuł ten został zgłoszony do umieszczenia na stronie głównej w rubryce „Czy wiesz”.
Pomóż nam go sprawdzić: oceń zgłoszoną nominację.
Jardim de Luís de Camões (chiń. trad. 白鴿巢公園; pinyin Bái gē cháo gōngyuán; jyutping baak6 gap3 caau4 gung1 jyun4; dosł. „Park Gniazd Białych Gołębi”) – park o powierzchni ok. 26 tys. m² założony w XIX wieku, znajdujący się na terenie dzielnicy (port. freguesia) Santo António w Makau, specjalnym regionie administracyjnym Chińskiej Republiki Ludowej.
Park znajduje się w pobliżu kościoła św. Antoniego oraz starego cmentarza ewangelickiego – obiektów będących częścią zabytkowego centrum Makau. Nazwa parku w języku portugalskim upamiętnia Luísa de Camõesa, portugalskiego poetę epoki renesansu.

## Historia

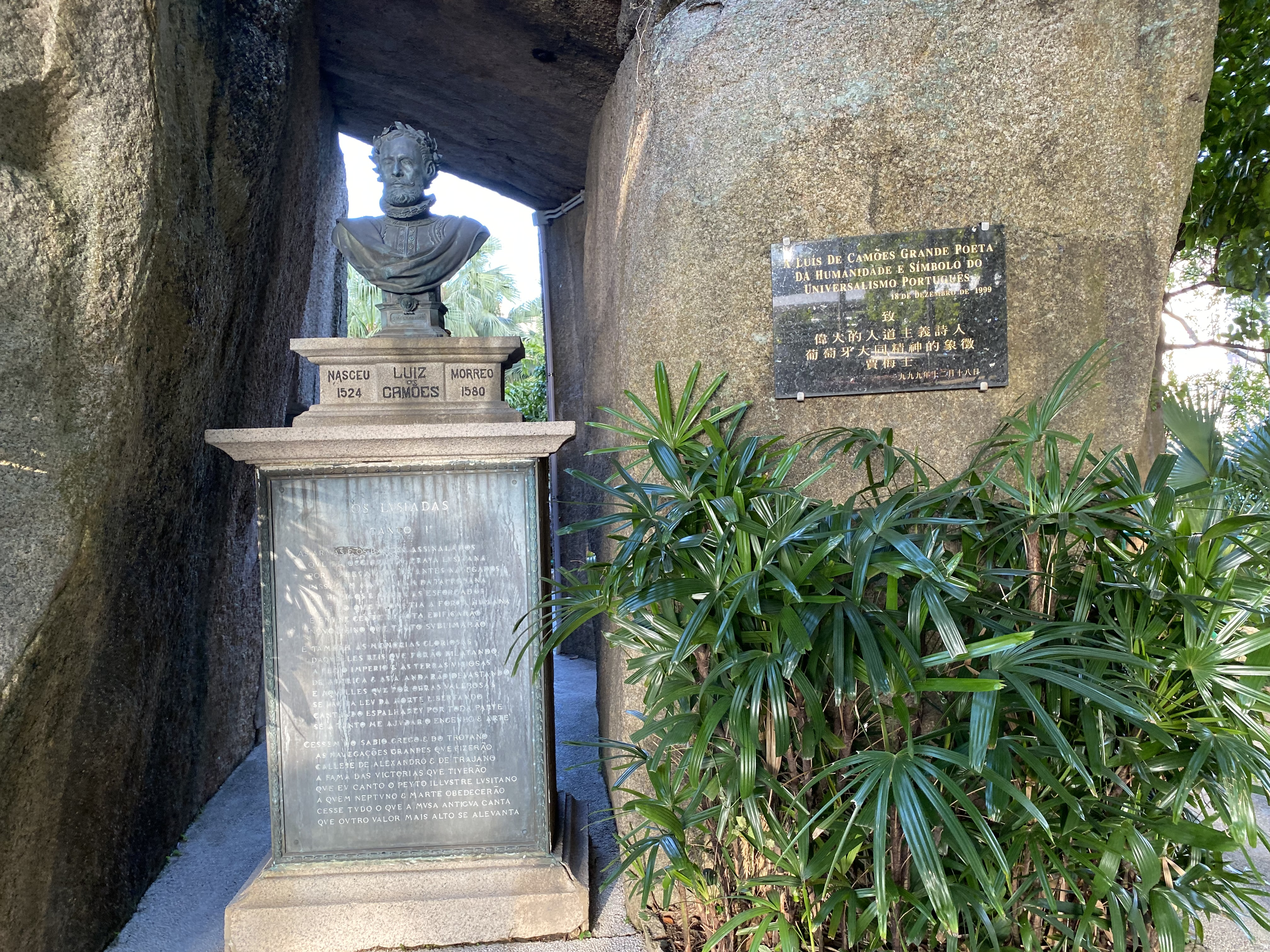
Grota z popiersiem Luísa de Camõesa (2023)

Park na gęsto zalesionym wzgórzu w północnej części Makau został założony w połowie XVIII wieku przez portugalskiego kupca Manuela (Manoela) Pereirę. Pod koniec tego stulecia wydzierżawił on teren parku Brytyjskiej Kompanii Wschodnioindyjskiej (EIC), a w jego środkowej części wybudowano wkrótce posiadłość zarządcy EIC, znaną jako Casa Garden.
W 1835 roku Brytyjczycy opuścili Jardim de Luís de Camões. Trzy lata później posiadłość stała się własnością Lourenço Caetano Marquesa, męża spadkobierczyni Manoela Pereiry. Jego pasją była hodowla gołębi; na gzymsach i dachu parkowej willi siadało nieraz tyle ptaków, że park z oddali wyglądał jak ptasie gniazdo, stąd też wzięła się jego nazwa w języku chińskim (kantońskim), oznaczająca dosłownie „Park Gniazd Białych Gołębi”.
Marques był również miłośnikiem twórczości Luísa de Camõesa, portugalskiego poety epoki renesansu. W miejscu domniemanego ukończenia przez Camõesa prac nad eposem Luzjady (port. Os Lusíadas) stworzył zbudowaną z trzech wielkich głazów grotę poświęconą poecie i umieścił w niej jego popiersie. Znajdująca się obecnie w jaskini rzeźba z brązu przedstawiająca Camõesa wykonana została przez Manuela Marię Bordalo Pinheiro jest z brązu i została umieszczona w grocie w 1866 lub 1886 roku. Na cokole popiersia wyryto tekst trzech pierwszych zwrotek pierwszej pieśni Luzjad wraz z jego tłumaczeniem na język chiński.

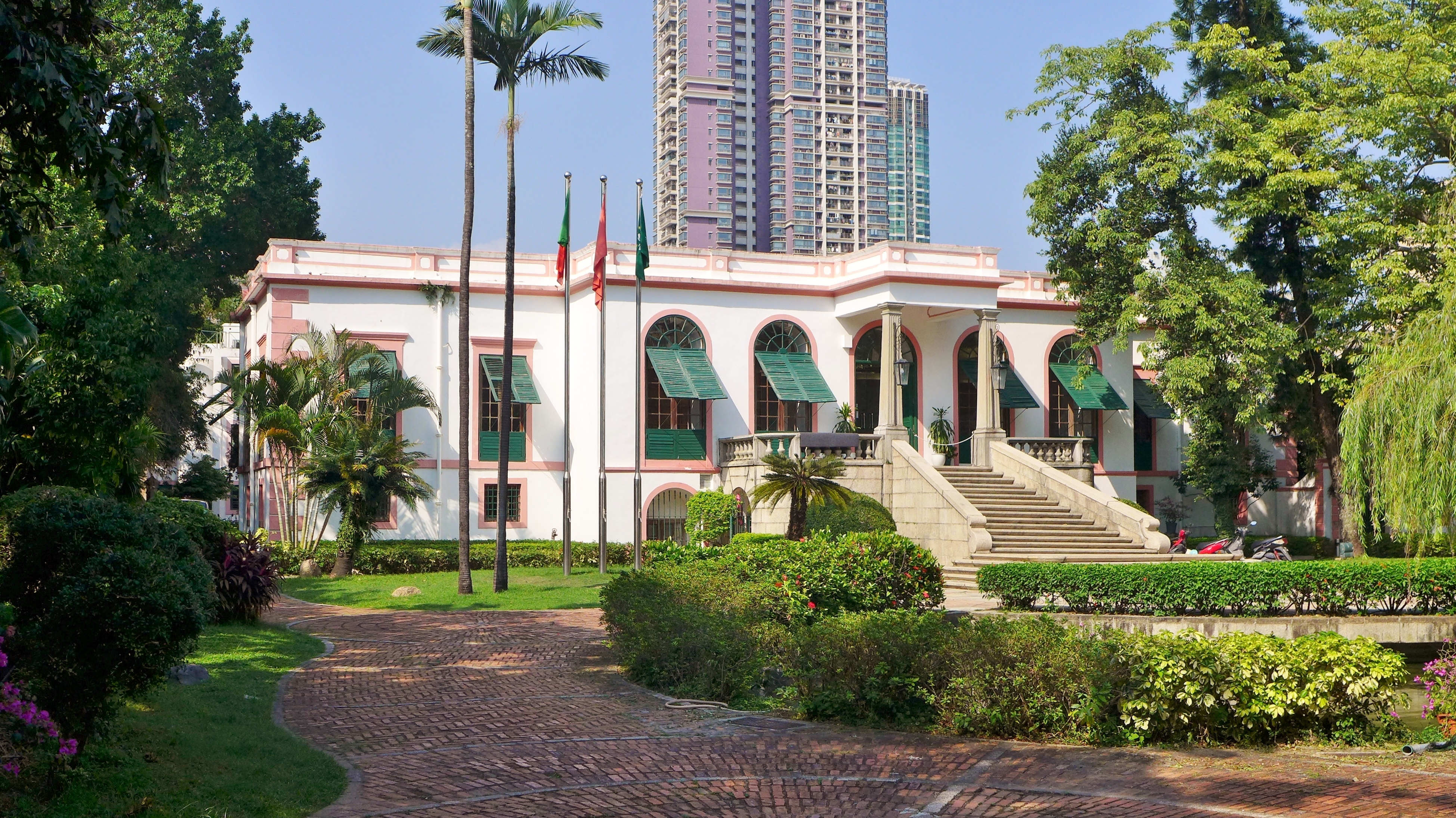
Casa Carden (2023)

W 1885 roku rząd Makau pod kierownictwem gubernatora Tomása de Sousy Rosy nabył od Lourenço Marquesa posiadłość wraz z parkiem za kwotę 35 tys. patacas, a w kolejnym roku przekształcił ją w publiczny park. Zwolennikiem takiego kroku był ówczesny kapitan portu w Makau, João Scarnichia.
W 1937 roku do rezydencji Casa Garden ostatecznie przeniesiono założone w latach 20. XX wieku muzeum im. Luísa de Camõesa (port. Museu Comercial e Etnográfico Luís de Camões). Instytucja działała w tym miejscu do 1989 roku, kiedy to budynek nabyła Fundação Oriente, przeznaczając go na swoją siedzibę. Współcześnie mieści się w nim również galeria sztuki.
W 1996 roku pośrodku fontanny niedaleko głównego wejścia do parku ustawiono współczesną, 6-metrową rzeźbę autorstwa Irene Vilar zatytułowaną Abraço (pol. „Uścisk”), która symbolizować ma wielowiekową przyjaźń portugalsko-chińską. W tym samym okresie kamienne schody prowadzące do groty Camõesa wyłożono pochodzącymi z Portugalii płytami chodnikowymi przedstawiającymi sceny z Luzjad, wykonanymi przez Jorge Estrelę na podstawie rysunków Limy de Freitasa.

## Charakterystyka

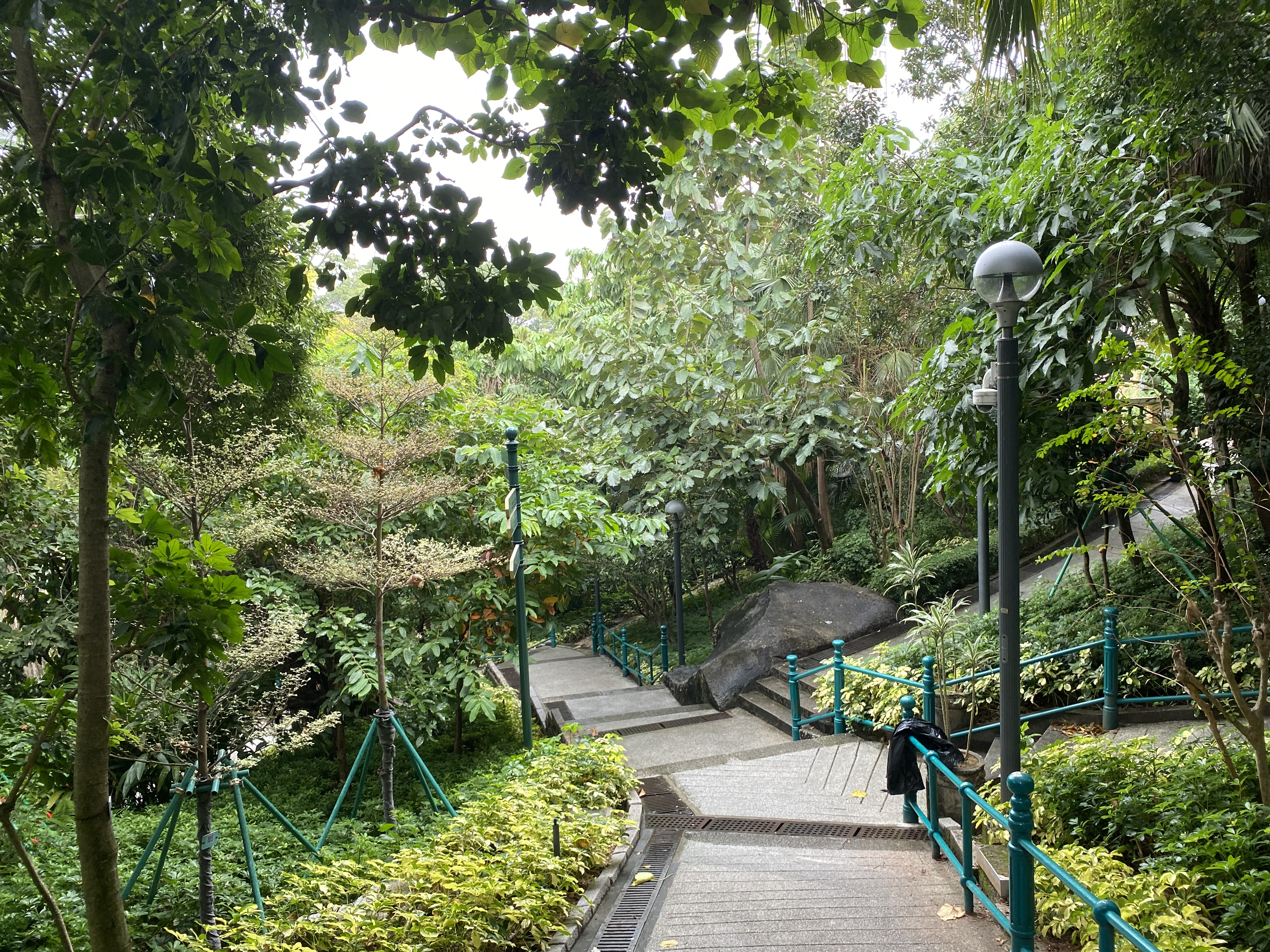
Ścieżki w Jardim de Luís de Camões (2023)

Jardim de Luís de Camões jest położony w dzielnicy Santo António, w północnej części Makau. Park zajmuje powierzchnię 26 063 m², a główne wejście na jego teren prowadzi od południa, od strony placu Praça de Luís de Camões. Naprzeciwko bramy do parku, po drugiej stronie placu, znajduje się XVI-wieczny kościół św. Antoniego. Park sąsiaduje również ze starym cmentarzem ewangelickim; oba obiekty zostały w 2005 roku wpisane na listę światowego dziedzictwa UNESCO jako część zabytkowego centrum Makau.
Teren parku oplatają malownicze kręte ścieżki, pomiędzy którymi znajdują się ogrody skalne oraz ustronne pawilony z kamiennymi ławkami i stołami, gdzie można np. grać w szachy chińskie. W centralnej części Jardim de Luís de Camões mieści się grota z popiersiem Camõesa. Przed nią rozciąga się ogród, w którym w cieniu okazałych figowców bengalskich (Ficus benghalensis) odwiedzający mogą odpoczywać bądź uprawiać tai chi.
W najwyższym punkcie parku stoi wieża widokowa wybudowana w 1787 roku z inicjatywy francuskiego badacza i odkrywcy, Jean-François de La Pérouse’a celem prowadzenia obserwacji astronomicznych, w czasie gdy jego flota stacjonowała u wybrzeży wyspy Taipa. W północnej części Jardim de Luís de Camões znajduje się sztuczna kaskada zbudowana z dwóch ustawionych jeden na drugim granitowych bloków oraz staw. W ich pobliżu w 1985 lub 1986 roku ustawiono pomnik św. Andrzeja Kim Tae-gŏna (1821–1846), pierwszego koreańskiego księdza katolickiego i jednego ze 103 męczenników koreańskich, podarowany diecezji Makau przez Konferencję Episkopatu Korei. W tej części parku znajduje się również Biblioteka „Wong Ieng Kuan”, plac zabaw dla dzieci oraz siłownia plenerowa.
Część obszaru parku zajmowała niegdyś szkółka roślin kolekcjonowanych przez Brytyjską Kompanię Wschodnioindyjską. Do dziś rośnie tu wiele starych okazów gatunków, takich jak Ficus rumphii, Ficus microcarpa, Litsea monopetala, czapetka kuminowa (Syzygium cumini), Pterospermum heterophyllum oraz Podocarpus macrophyllus. Na placu przed wejściem do Jardim de Luís de Camões rośnie natomiast pierwszy posadzony na terenie Makau okaz chlebowca właściwego (Artocarpus altilis).

## Galeria

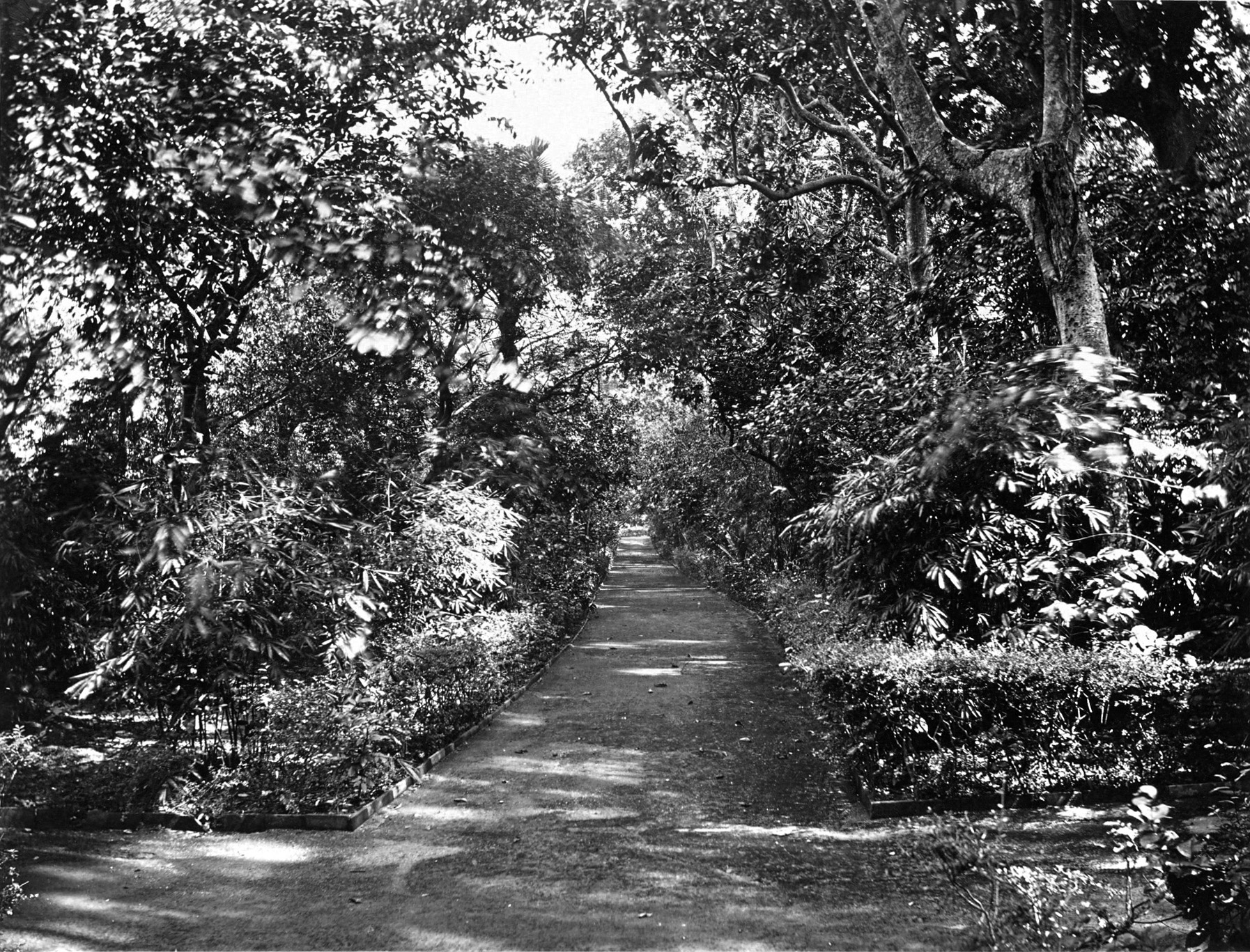
Jardim de Luís de Camões między 1860 a 1880
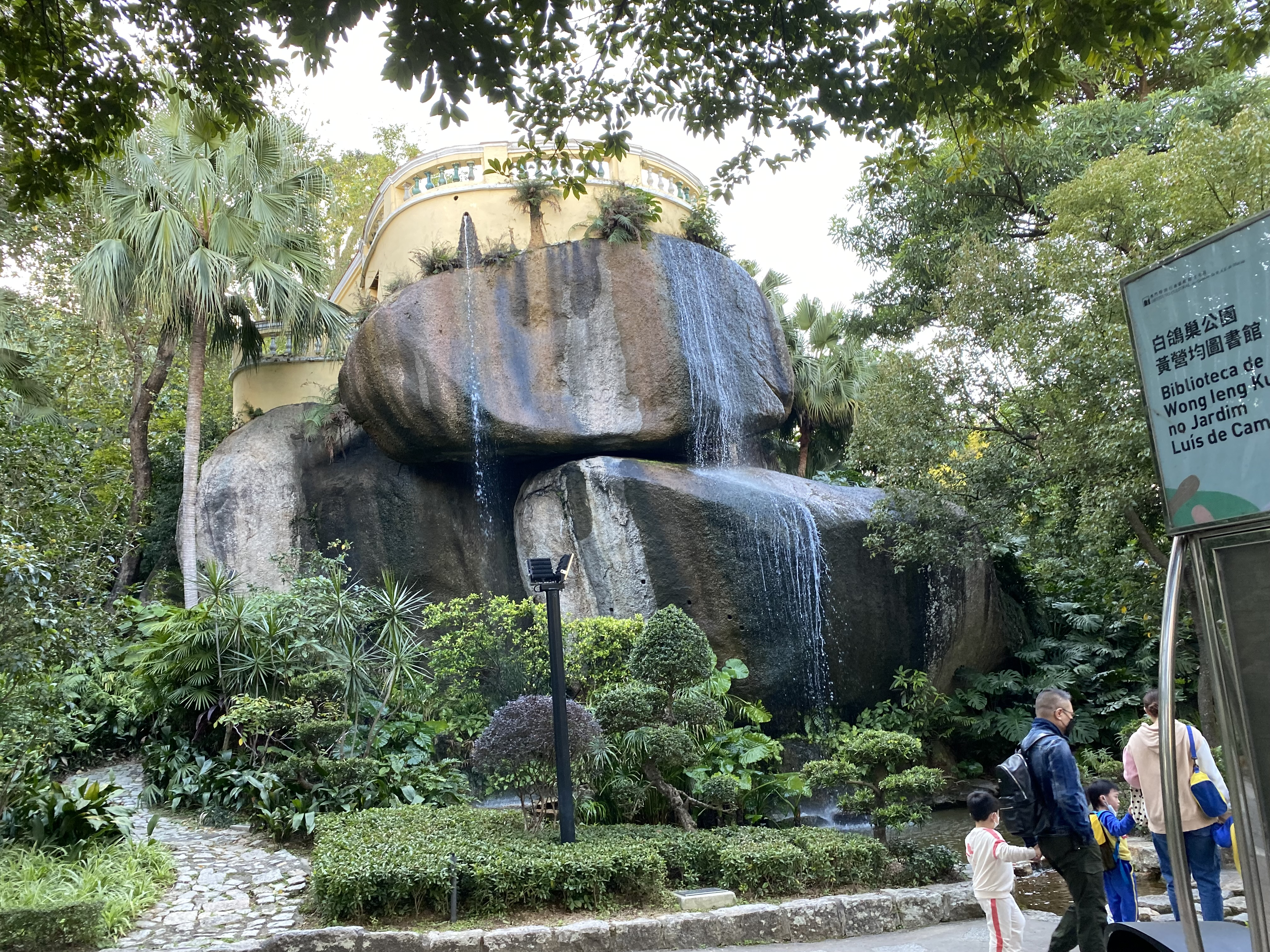
Kaskada i staw (2023)
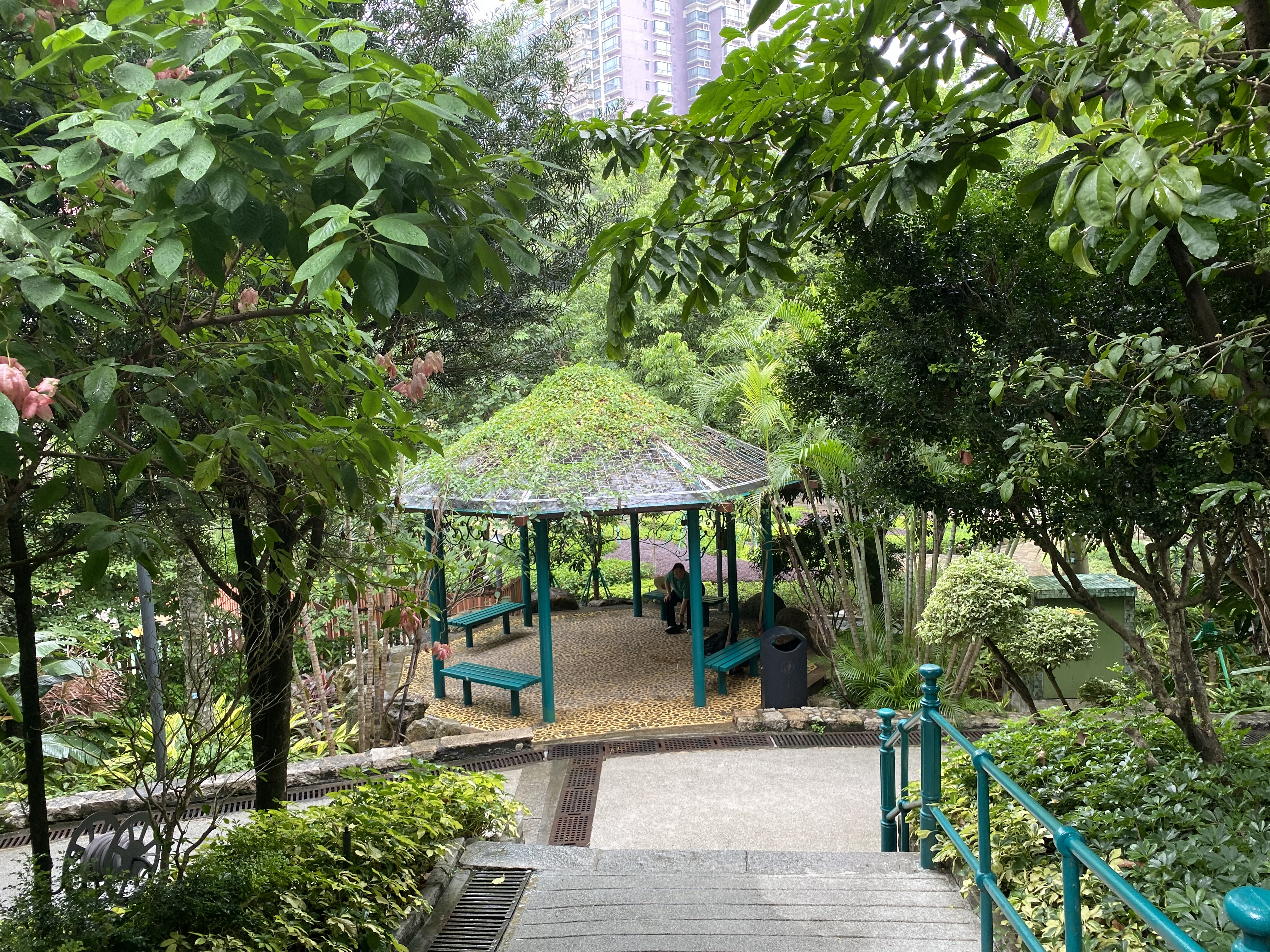
Pawilon w parku (2023)
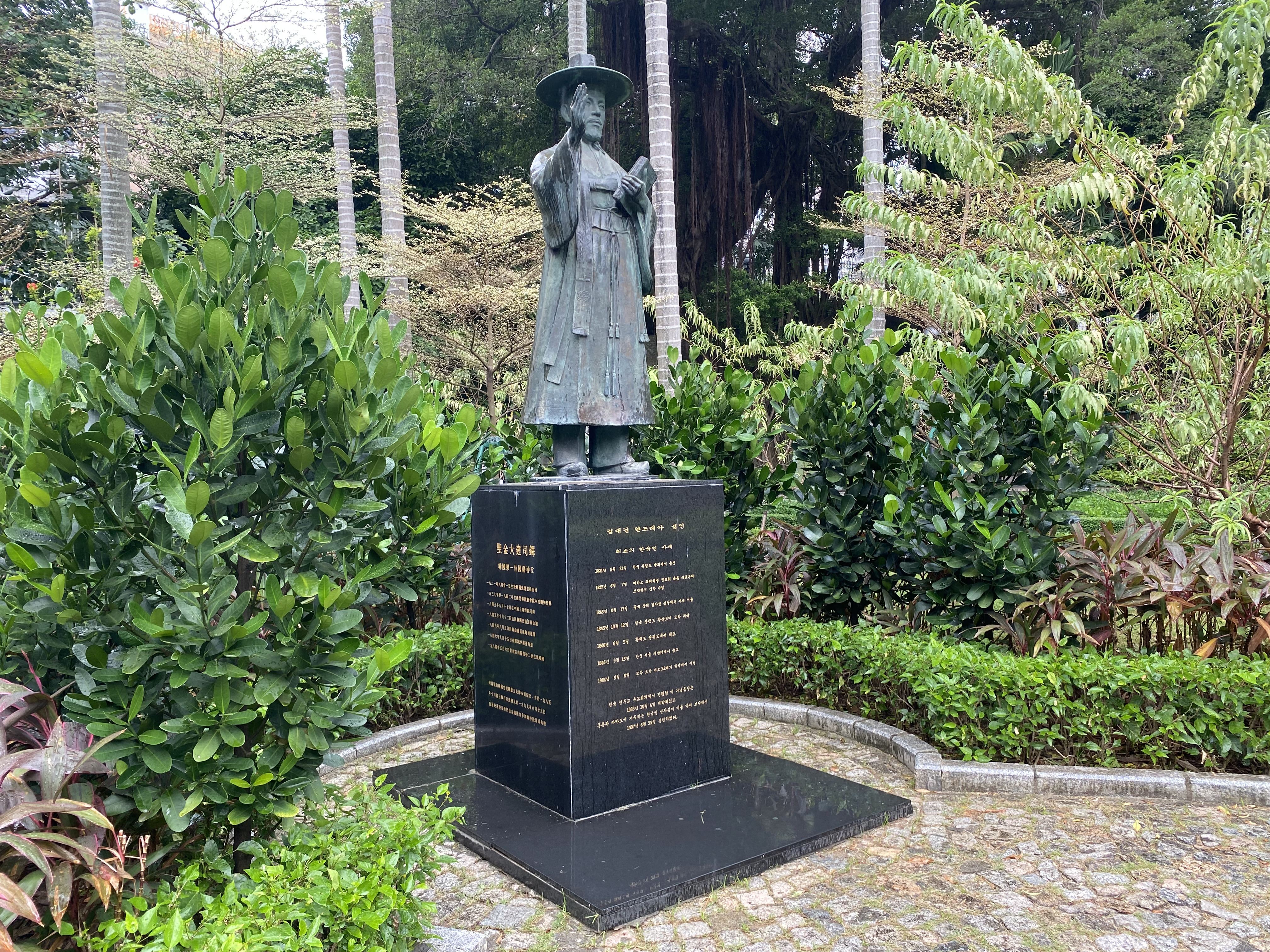
Rzeźba św. Andrzeja Kim Tae-gŏna (2023)
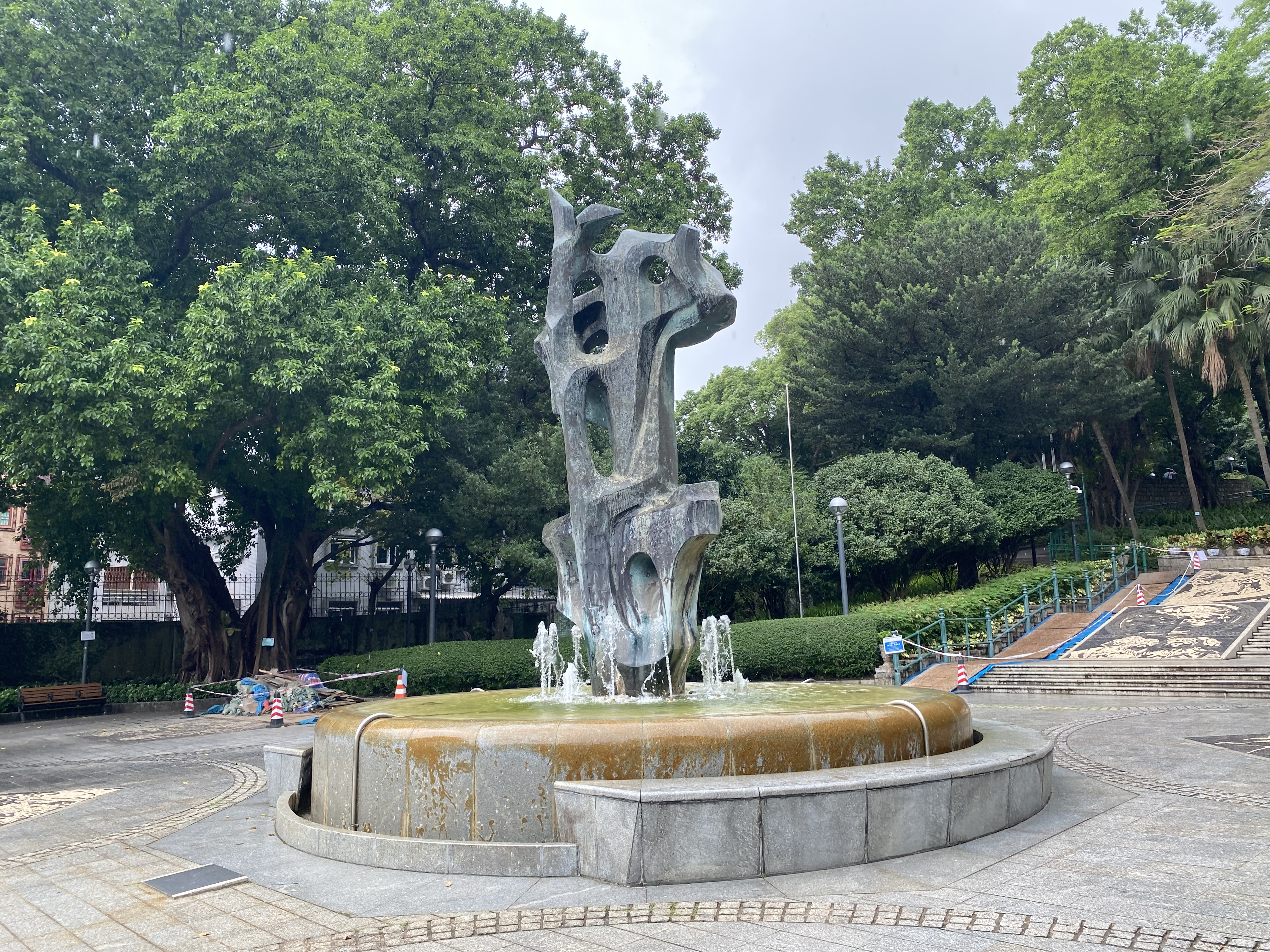
Rzeźba Abraço (2023)
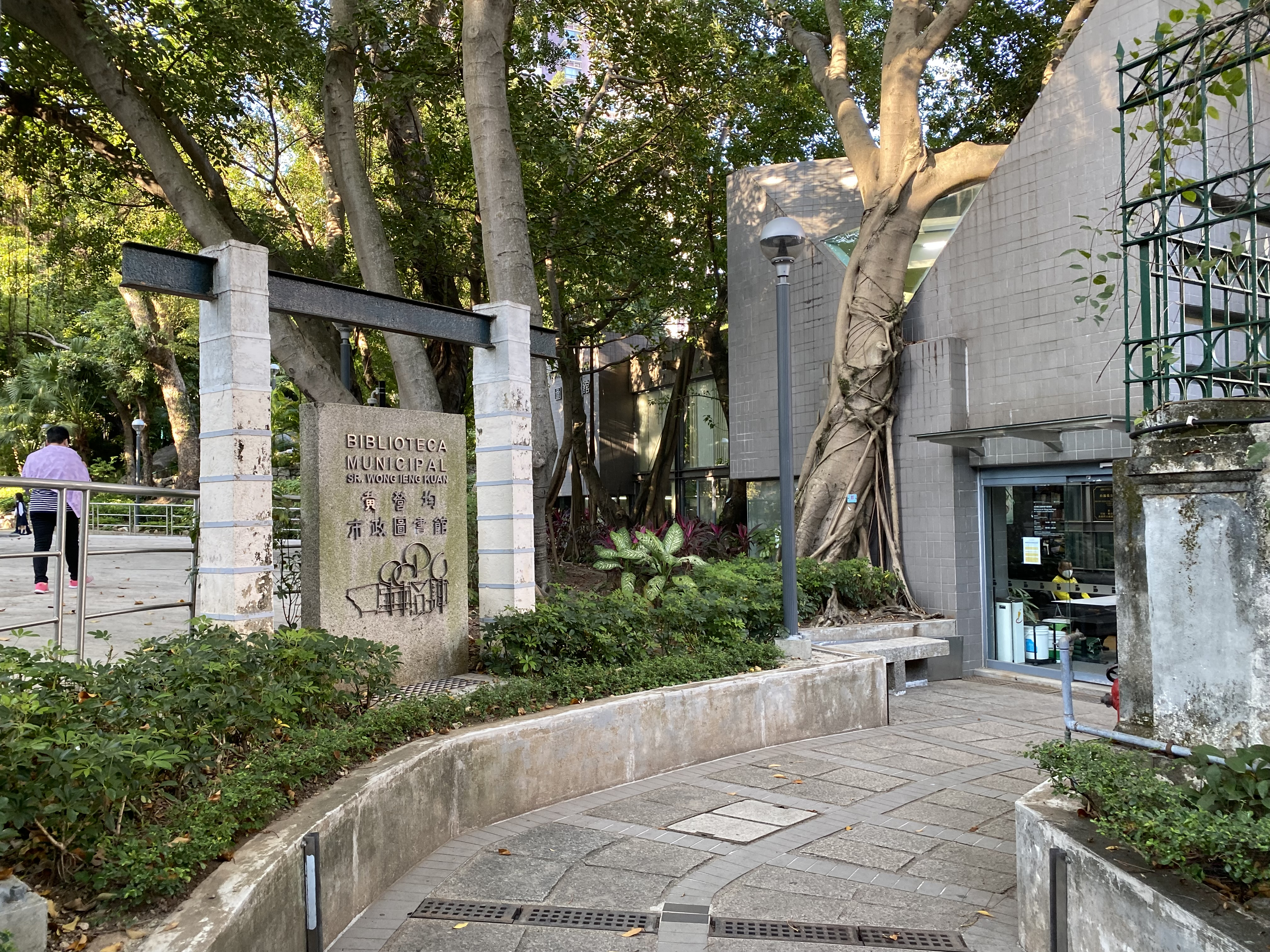
Biblioteka „Wong Ieng Kuan” (2023)
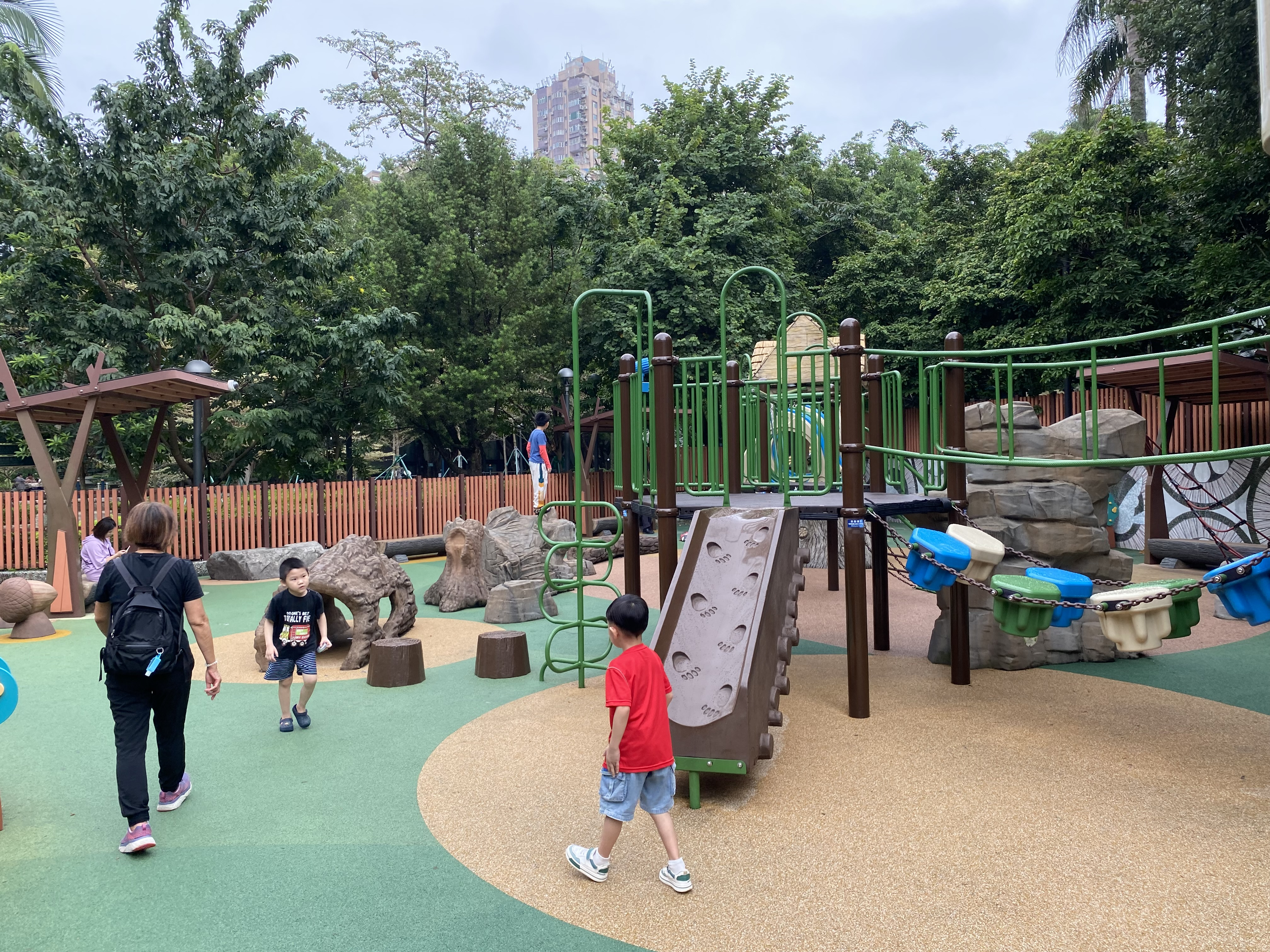
Plac zabaw (2023)
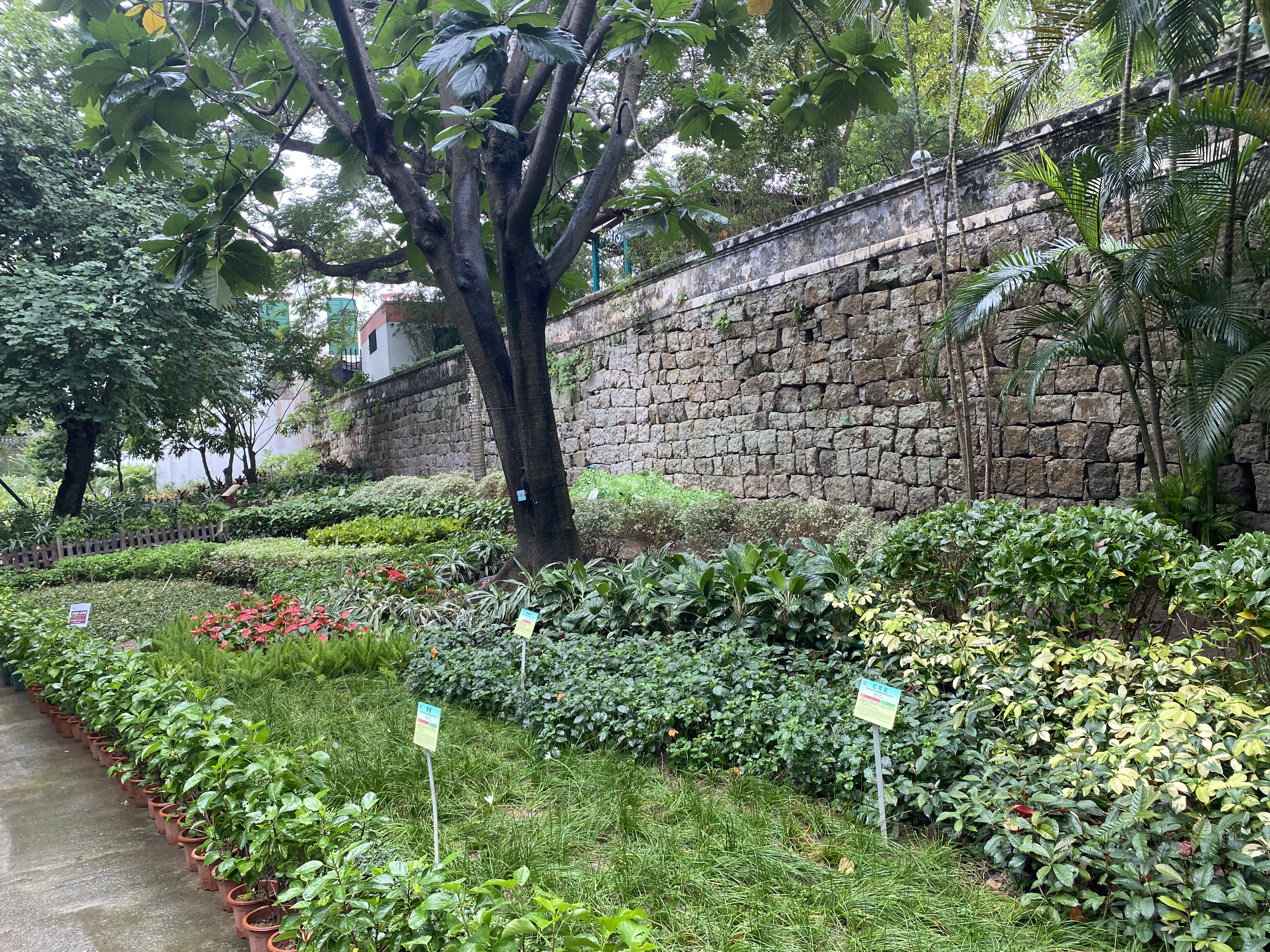
Szkółka roślin we wschodniej części parku (2023)